# José Leonardo Acevedo
José Leonardo Acevedo (Villa del Rosario, Córdoba, Virreinato del Río de la Plata, 5 de mayo de 1787-18 de febrero de 1858) fue un fraile franciscano, militar libertador y senador argentino. Asistió en diversas tareas (en parte como consejero y secretario) al general Andresito (Andresito Guazurarí Artigas) en el Ejército Artiguista. Durante la Organización Nacional fue senador, siendo Presidente Provisional del Senado de la Nación Argentina entre 1855 y 1856.
En 1812 fue ordenado sacerdote en la ciudad de Córdoba, iniciando como cura de Villa de Mandisoví, hasta 1814. El 10 de septiembre de 1815, dirigió junto al capitán Manuel Miño el ataque que recuperó el pueblo de Candelaria, que había sido tomado violentamente el mes anterior por Francisco Antonio González.